# Ustaritz
Ustaritz é uma comuna francesa na região administrativa da Nova Aquitânia, no departamento dos Pirenéus Atlânticos. Estende-se por uma área de 32,79 km². Em 2010 a comuna tinha 7 075 habitantes (densidade: 215,8 hab./km²).